# Ecotronic
Elektronisch gesteuertes Vergasersystem (ECOTRONIC), englisch Electronically controlled carburetor system ist ein Steuerungssystem für Ottomotoren mit Vergaser. Die ersten dieser Systeme wurden von Bosch / Pierburg und Denso entwickelt.
Der Basisvergaser beschränkt sich bei diesem System auf Drosselklappe, Schwimmersystem, Leerlauf und Übergangssystem.
Es existiert ein Drosselklappenpotentiometer, das die exakte Stellung der Drosselklappe an das Steuergerät weiterleitet. Den Grundfunktionen überlagert sind elektronisch gesteuerte bzw. geregelte Funktionen, die im elektronischen Steuergerät bearbeitet werden, zum Beispiel Signale von der Zündungssteuerung, Schaltaufgaben, Verbrauchsanzeige, und Diagnosefunktionen. Meist besitzt das System noch einen Temperatursensor.
Das Ecotronic-System ist fast ausschließlich im Motorradbereich anzutreffen; im PKW-Bereich wurde verstärkt auf Einspritzanlagen gesetzt. Ein Anwendungsbeispiel für die Ecotronic in PKWs ist der 1,6 Liter-51-kW/70-PS-Motor (Kennbuchstaben PN und PP, mit dem Pierburg 2E-E-Vergaser) von Volkswagen, der zwischen 1986 und 1992 im VW Golf II verbaut wurde.

## Quelle
- Bosch, Kraftfahrtechnisches Taschenbuch, 22. Auflage, S. 461
- Vergaserkennblatt 2E-E
- Wirkungsweise 2E-E